# Bistum Reno
Das Bistum Reno (lateinisch Dioecesis Renensis, englisch Diocese of Reno) ist eine in den Vereinigten Staaten gelegene römisch-katholische Diözese mit Sitz in Reno, Nevada.

## Geschichte
Das Bistum Reno wurde am 27. März 1931 durch Papst Pius XI. mit der Apostolischen Konstitution Pastoris aeterni aus Gebietsabtretungen der Bistümer Salt Lake und Sacramento errichtet und dem Erzbistum San Francisco als Suffraganbistum unterstellt. Am 13. Oktober 1976 wurde das Bistum Reno in Bistum Reno-Las Vegas umbenannt. Das Bistum Reno-Las Vegas wurde am 21. März 1995 in die Bistümer Reno und Las Vegas geteilt.
Am 30. Mai 2023 errichtete Papst Franziskus die Kirchenprovinz Las Vegas und unterstellte die Bistümer Reno und Salt Lake City dem Erzbistum Las Vegas als Suffraganbistum.

## Territorium
Das Bistum Reno umfasst die im Bundesstaat Nevada gelegenen Gebiete Carson City, Churchill County, Douglas County, Elko County, Eureka County, Humboldt County, Lander County, Lyon County, Mineral County, Pershing County, Storey County und Washoe County.

## Ordinarien

### Bischöfe von Reno
- Thomas Kiely Gorman, 1931–1952, dann Koadjutorbischof von Dallas
- Robert Joseph Dwyer, 1952–1966, dann Erzbischof von Portland in Oregon
- Michael Joseph Green, 1967–1974
- Norman Francis McFarland, 1976

### Bischöfe von Reno-Las Vegas
- Norman Francis McFarland, 1976–1986, dann Bischof von Orange in California
- Daniel Francis Walsh, 1987–1995, dann Bischof von Las Vegas

### Bischöfe von Reno
- Phillip Francis Straling, 1995–2005
- Randolph Roque Calvo, 2005–2021
- Daniel Mueggenborg, seit 2021